# Freya Allan
Freya Allan (Oxfordshire, 6 september 2001) is een Brits actrice.

## Carrière
Allan speelde op twaalfjarige leeftijd al toneel, waaronder een uitvoering van Repelsteeltje in het Oxford Playhouse.
In 2017 verscheen ze in de korte films Bluebird en Christmas Tree van Meg Campbell en Captain Fierce van Kai Axmacher. In 2018 speelde ze een rol in de aflevering Carry Tiger to Mountain uit de Amerikaanse science fiction-serie Into the Badlands, waarin ze op oudere leeftijd de rol speelde van Minerva.
Ze speelt in 2019 in de BBC-minireeks The War of the Worlds, die gebaseerd is op The War of the Worlds van auteur H.G. Wells. In dat jaar speelt Allan ook in de Netflix-serie The Witcher de rol van Ciri, prinses van Cintra, naast Henry Cavill als Geralt van Rivia.

## Filmografie
- 2017: Captain Fierce (korte film)
- 2017: Christmas Tree (korte film)
- 2017: Bluebird (korte film)
- 2018: Into the Badlands (televisieserie)
- 2019: The War of the Worlds (miniserie)
- 2019-2021: The Witcher (televisieserie)[1]
- 2024: Kingdom of the Planet of the Apes (film)